# Diligent-Klasse
Die Diligent-Klasse war eine Klasse von zwei 74-Kanonen-Linienschiffen der französischen Marine, die von 1763 bis 1779 in Dienst stand.

## Geschichte

### Entwicklungsgeschichte
Im Siebenjährigen Krieg hatte die französische Marine den Verlust von 32 Linienschiffen – dreizehn in Einzelgefechten, zwei in der Schlacht von Cartagena, fünf bei der Belagerung von Louisbourg, fünf in der Schlacht von Lagos und sieben in der Schlacht in der Bucht von Quiberon – hinnehmen müssen. Da der französische Staat aber den Wiederaufbau der Marine mit herkömmlichen Mitteln nicht finanzieren konnte, entwickelte der Marineminister Étienne-François de Choiseul daher den Plan (Don des vaisseaux), die benötigten neuen Schiffe direkt von den französischen Städten, Provinzen oder anderen Körperschaften finanzieren zu lassen. Auf diesem Weg konnten die Mittel für 17 Schiffe beschafft werden, darunter für die Diligent durch die französische Post und die Six Corps durch die Pariser Kaufmannsschaft.

### Bau
Die Klasse wurde von dem Schiffbauingenieur Antoine Groignard als modifizierte Version seines 1756 vom Stapel gelaufenen Schiffes Robuste entworfen und auf der Werft der französischen Compagnie des Indes in Lorient zwischen April 1762 und September 1763 gebaut.

### Einsatzgeschichte
Beide Schiffe wurden in ihrer Dienstzeit, bis auf die Überführung von Lorient zum französischen Flottenstützpunkt Brest, nicht auf See eingesetzt und waren daher nicht in Kampfhandlungen verwickelt.

## Einheiten
| Name      | Bauwerft         | Kiellegung | Stapellauf        | Indienststellung | Verbleib                                                                 |
| --------- | ---------------- | ---------- | ----------------- | ---------------- | ------------------------------------------------------------------------ |
| Diligent  | Werft in Lorient | April 1762 | November 1762     | August 1763      | Am 21. Juni 1779 in Brest außer Dienst und bis November 1779 abgebrochen |
| Six Corps | Werft in Lorient | April 1762 | 29. Dezember 1762 | September 1763   | Am 21. Juni 1779 in Brest außer Dienst und bis November 1779 abgebrochen |

## Technische Beschreibung

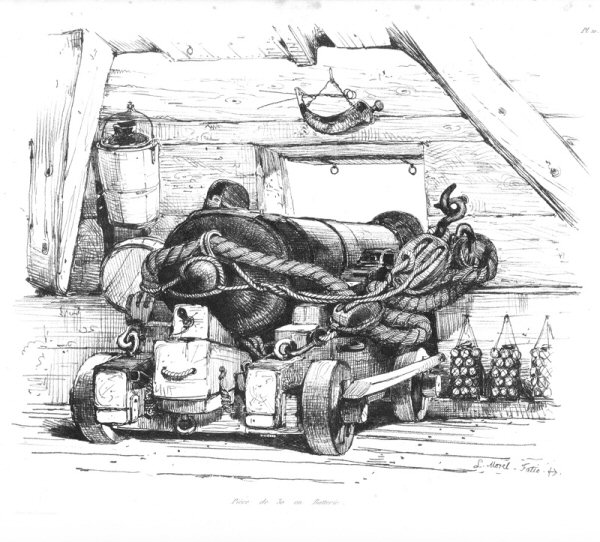
Zeichnung eines französischen
36-Pfünders.

Die Klasse war als Batterieschiff mit zwei durchgehenden Geschützdecks konzipiert und hatte eine Länge von 57,17 Metern (Geschützdeck), eine Breite von 13,97 Metern und einen Tiefgang von 6,66 Metern bei einer Verdrängung von 1600/3000 Tonnen. Sie waren Rahsegler mit drei Masten (Fockmast, Großmast und Kreuzmast). Der Rumpf schloss im Heckbereich mit einem Heckspiegel, in den Galerien integriert waren, die in die seitlich angebrachten Seitengalerien mündeten.
Die Besatzung hatte im Frieden eine Stärke von 662 Mann und im Kriegsfall 727 Mann (6 bzw. 12 Offiziere und 650 bzw. 715 Unteroffiziere bzw. Mannschaften). Die Bewaffnung der Klasse bestand aus 74 Kanonen.
|        | Unteres Batteriedeck | Oberes Batteriedeck | Backdeck      | Achterdeck     | Kanonen (Geschossgewicht) |
| ------ | -------------------- | ------------------- | ------------- | -------------- | ------------------------- |
| Design | 28 × 36-Pfünder      | 30 × 18-Pfünder     | 6 × 8-Pfünder | 10 × 8-Pfünder | 74 Kanonen (410,20 kg)    |